# Soichiro Honda
Soichiro Honda (本田宗一郎, Honda Sōichirō; 17 de novembro de 1906 — Tóquio, 5 de agosto de 1991) foi um engenheiro e industrial japonês. Em 1948, ele fundou a Honda Motor Co., Ltd. e supervisionou sua expansão de uma cabana de madeira que fabricava motores de bicicletas para uma fabricante multinacional de automóveis e motocicletas.

## Primeiros anos
Honda nasceu na aldeia Kōmyō, distrito de Iwata, Shizuoka, perto de Hamamatsu, em 17 de novembro de 1906. Ele passou a primeira infância ajudando seu pai, Gihei Honda, um ferreiro, com seu negócio de conserto de bicicletas. Na época, sua mãe, Mika Honda, era tecelã. Honda não estava interessada na educação tradicional. Sua escola entregou relatórios de notas para as crianças, mas exigiu que fossem devolvidos com o selo da família, para se certificar de que um dos pais tinha visto. Honda criou um selo para forjar o selo de sua família a partir de uma capa de borracha usada para pedal de bicicleta. A fraude logo foi descoberta quando ele começou a fazer selos falsos para outras crianças. Honda não sabia que o selo deveria ter uma imagem espelhada. 
Ainda criança, Honda ficou emocionado com o primeiro carro que foi visto em sua aldeia. Mais tarde na vida, ele costumava dizer que nunca poderia esquecer o cheiro de óleo que exalava. Soichiro certa vez pediu emprestada uma das bicicletas de seu pai para ver uma demonstração de um avião feito pelo piloto Art Smith, que cimentou seu amor por máquinas e invenções.
Aos 15 anos, sem nenhuma educação formal, Honda saiu de casa e foi para Tóquio em busca de trabalho. Ele obteve um aprendizado em uma garagem em 1922. Após alguma hesitação sobre seu emprego, ele permaneceu por seis anos, trabalhando como mecânico de automóveis antes de voltar para casa para iniciar seu próprio negócio de conserto de automóveis em 1928, aos 22 anos de idade.
Honda correu com um Ford turbo alimentado na "1ª Corrida Automóvel do Japão" no Tamagawa Speedway em 1936. Ele bateu e feriu gravemente o olho esquerdo. Seu irmão também ficou ferido. Depois disso, ele parou de correr.

## Desenvolvimento da Honda Motor Co., Ltd.
Em 1937, a Honda fundou a Tōkai Seiki para produzir anéis de pistão para a Toyota. Durante a Segunda Guerra Mundial, um ataque de bombardeiro americano B-29 destruiu a planta Yamashita da Tōkai Seiki em 1944 e a planta Iwata desmoronou no terremoto de 1945 em Mikawa. Após a guerra, a Honda vendeu os restos recuperáveis da empresa para a Toyota por ¥ 450 000 e usou os lucros para fundar o Honda Technical Research Institute em outubro de 1946. Em 1948 ele começou a produzir uma bicicleta motorizada completa, a Type A, que foi impulsionado pelo primeiro motor produzido em massa projetado pela Honda, e foi vendido até 1951. O Tipo Dem 1949 era uma verdadeira motocicleta com uma estrutura de aço prensado projetada e produzida pela Honda e com um motor 2 tempos , 98 cc (6,0 cúbicos) e 3 hp (2,2 kW), e se tornou o primeiro modelo da série Dream de motocicletas. A Sociedade de Engenheiros Automotivos do Japão (em japonês) lista os modelos Tipo A e Tipo D como dois de seus 240 Marcos da Tecnologia Automotiva Japonesa.
Após a guerra, Honda se reencontrou com seu amigo, que ele conhecera durante seus dias como fornecedor de anéis de pistão para a Nakajima Aircraft Company . Em 1949, a Honda contratou Fujisawa, que supervisionou o lado financeiro da empresa e ajudou a expandir a empresa. Em 1959, a Honda Motorcycles abriu sua primeira concessionária nos Estados Unidos. Como presidente da Honda Motor Company, Soichiro Honda transformou a empresa em uma multinacional de bilhões de dólares que produzia as motocicletas mais vendidas do mundo. As habilidades de engenharia e marketing da Honda resultaram em motocicletas Honda superando as vendas da Triumph e da Harley-Davidson em seus respectivos mercados domésticos.
Honda permaneceu presidente até sua aposentadoria em 1973, onde permaneceu como diretor e foi nomeado "conselheiro supremo" em 1983. Seu status era tal que a revista People o colocou em sua lista das "25 pessoas mais intrigantes do ano" em 1980, apontando ele como "o japonês Henry Ford". Já aposentado, Honda se ocupou com trabalhos ligados à Fundação Honda.

## Últimos anos
Mesmo em sua idade avançada, Soichiro e sua esposa Sachi tinham licenças de piloto particular. Ele também gostava de esquiar, golfe, carros de corrida, asa delta e balão aos 77 anos, e era um artista altamente talentoso. Ele e Takeo Fujisawa fizeram um pacto para nunca forçar seus próprios filhos a ingressar na empresa. Seu filho, Hirotoshi Honda, foi o fundador e ex-CEO da Mugen Motorsports, um afinador de veículos Honda que também criou veículos de corrida originais.
A ASME estabeleceu a Medalha Soichiro Honda em reconhecimento às conquistas do Sr. Honda em 1982; esta medalha reconhece realizações notáveis ou contribuições significativas de engenharia na área de transporte pessoal. Em 1989, ele foi introduzido no Automotive Hall of Fame perto de Detroit.

Soichiro Honda morreu em 5 de agosto de 1991, dias antes do Grande Prêmio da Hungria, de insuficiência hepática. Ayrton Senna, vencedor do Grande Prêmio, dedicou a vitória ao saudoso Soichiro Honda. Ele foi postumamente nomeado para a terceira posição sênior na ordem de precedência e nomeado Grande Cordão da Ordem do Sol Nascente.